# Ahar (casta)
Ahar és una casta de l'Índia considerada de les més inferiors.
Originalment estava encarregada de guardar i cuidar les vaques. Tot i ser d'un nivell baix encara menyspreen el contacte amb la casta Ahir, encarregats també de guardar i cuidar al bestiar; els ahir pel seu costat pensen que són superiors als ahar.